# Велике Рогово
Велике Ро́гово (рос. Большое Рогово) — присілок у складі Орічівського району Кіровської області, Росія. Входить до складу Коршицького сільського поселення.
Населення становить 3 особи (2010, 1 у 2002).
Національний склад станом на 2002 рік — росіяни 100 %.